# Palácio da memória
O palácio da memória, também chamado método de loci (plural de locus, lugar em latim), é uma técnica mnemônica que depende de relações espaciais memorizadas para estabelecer, ordenar e recoletar conteúdo memorial. Baseia-se em criar um lugar imaginário, que pode ser construído inspirado num lugar familiar (como a própria casa da pessoa), ou criar um lugar imaginário totalmente fictício, ou combinando ambas as coisas. Andi Bell, três vezes campeão do World Memory Championships, advoga o método.
O método também já era conhecido dos gregos e romanos, sendo um método antigo. No século XVI o missionário italiano Matteo Ricci tentou (com sucesso) conquistar a confiança dos chineses através de seus conhecimentos, este método dentre eles.